# ساينت فرانكوييس دي ماداواسكا (نيو برونزويك)
ساينت فرانكوييس دي ماداواسكا (بالإنجليزية: Saint-François-de-Madawaska, New Brunswick)‏ هي قرية تقع في كندا في Saint-François Parish, New Brunswick. يقدر عدد سكانها بـ 533 نسمة ومساحتها 6.34 كم2 .